# Santuario della Madonna dell'Adonai
Il santuario della Madonna dell'Adonai si trova nei pressi di Brucoli e fa parte dell'arcidiocesi di Siracusa. In base ad antiche testimonianze, riprese anche da scrittori del XVI e XVII secolo, il santuario sarebbe un oratorio paleocristiano, come attesta l'epiteto ebraico della Madonna Mater Adonai, ovvero Madre del mio Signore.

## Fondazione
L'oratorio venne fondato nella prima metà del III secolo da un cristiano di nome Publio, in uno degli ipogei costituiti dalle cosiddette  grotte del Greco che, fin dal paleolitico, mostrano una marcata vocazione sacra.
Inizialmente utilizzate come ipogei funebri, poi occupate dai Greci Megaresi come ricovero e luogo di sepoltura intorno al VII secolo a.C., durante la colonizzazione greca della Sicilia, quindi rifugio e luogo di culto dei cristiani perseguitati (250 d.C.).
Si trattava dei fedeli della comunità di Leontinoi, oppressa dalla persecuzione di Decio e Valeriano.
La più grande delle Grotte, trasformate dai Greci in una vera e propria necropoli, fu intitolata alla  Mater Adonai.
Le figure dipinte sullo sfondo risalgono al III secolo e furono realizzate da Sant'Agatone, vescovo di Lipari, che vi trovò rifugio insieme ai cristiani Lentinesi.

## Decadenza e riscoperta
Nel IV secolo, in seguito, all'editto di Costantino, la grotta-oratorio cadde in abbandono. Dell'oratorio di  Mater Adonai si persero le tracce per circa un millennio, anche se continuò ad essere tramandato il ricordo di una grotta con un'immagine della Madonna, che nessuno aveva più ritrovato.
Una delle ipotesi è che al tempo dell'invasione araba della Sicilia la grotta fosse stata nascosta per evitare che venisse distrutta.
La riscoperta di questo luogo di culto si colloca tra il 1500 e il 1600. La leggenda attribuisce il fatto a un pastore che era entrato nella grotta per recuperare una mucca rimastavi intrappolata.
Successivamente la Grotta fu allargata e davanti ad essa fu costruito un avancorpo in muratura. Accanto alla chiesetta nel 1600 fu edificato un piccolo convento dove un gruppo di soldati spagnoli, dopo aver rinunciato alla vita militare, fondò una comunità laica.

### Il sisma del 1693
Il terremoto del 1693 avvenne in due tempi. La prima forte scossa di terremoto si verificò il 9 gennaio. Seguì poi quello che gli scienziati chiamano il silenzio sismico, cioè la mancanza dello sciame sismico, ovvero delle scosse cosiddette di "assestamento".
L'11 gennaio, mentre la gente pensava ormai ad un pericolo scampato, si manifestò la seconda terribile scossa: quella di massima intensità.
L'evento sismico interessò un'area vastissima da Malta alla Calabria e rase al suolo un terzo della Sicilia.
L'intensità stimata corrisponderebbe all'undicesimo grado della scala Mercalli.
Il numero delle vittime, non ricostruibile con esattezza, oscilla tra oltre 60.000 e le 100.000. Secondo i racconti, tramandati dalle passate generazioni, si verificò anche un maremoto (con onde di 15 m) e l'esplosione della polveriera del castello che fece altre 800 vittime.
Il movimento tellurico della seconda scossa distrusse completamente Augusta (Siracusa): case, edifici pubblici e chiese.
Stando ai racconti dei sopravvissuti, l'unica chiesa che nel territorio di Augusta rimase illesa in quell'immane cataclisma fu quella della Madonna di Adonai, a Brucoli, che resistette poi anche a quelli del 1848 e 1990.
Quello del 1693, definito il terremoto del Val di Noto, ebbe il suo epicentro tra Augusta e Melilli.
Altri terremoti che hanno devastato la Sicilia Sud-orientale, secondo gli studiosi, (1452, 1693, 1848, 1990), hanno sempre avuto lo stesso epicentro: l'area di Augusta.

## Il restauro
Dopo il sisma del 1990, si è deciso di eseguire il restauro del santuario e la sua messa in sicurezza.
I lavori, iniziati nel 2006, hanno seguito un iter difficoltoso che ha determinato notevoli ritardi.
Si è trattato nel complesso di un lavoro invasivo, che ha pesantemente inficiato il patrimonio architettonico del santuario.
Alcune delle antiche pietre del pluricentenario cenobio sono sparite e molte sono state le modifiche arbitrarie al suo interno. Altre parti sono state demolite e non più ripristinate, cancellando la memoria storica dell'antico sito.
Danni alla flora del giardino del santuario e all'area verde immediatamente limitrofa sono stati registrati e denunciati a più riprese e in diverse sedi. Questa situazione ha determinato anche diversi e risentiti interventi da parte del parroco responsabile, Don Palmiro Prisutto.

## Vergine nera
L'immagine sacra della Vergine dell'Adonai, contrariamente a quanto si crede, non è una Madonna Nera forse risalente al III sec. d.C. Tuttavia gli studiosi non sono riusciti finora a stabilire una datazione certa.
La Madonna è raffigurata seduta su un serto di nuvole con in braccio il bambino che con la mano destra impugna una croce, mentre con la sinistra poggia il suo scettro sul mondo.
Quanto alla tradizione delle vergini nere, nei primi tre secoli dell'era cristiana si aveva sempre più l'impressione che un'adorazione della Grande Dea potesse affermarsi come religione dominante dell'Impero Romano, che avrebbe incorporato addirittura i culti di Mithra e del Sol Invictus. Il culto della Grande Madre aveva dominato da Oriente a Occidente sotto un gran numero di nomi prima che gli Elleni arrivassero in Grecia o i Romani in Italia. In seguito, nonostante il formalismo dell'adorazione dell'imperatore e della religione ufficiale, un'ondata di devozione popolare la stava ormai riportando al ruolo preminente di cui aveva goduto prima dell'avvento della religione dell'Olimpo. Nel Cristianesimo, il principio femminile era rappresentato dalle Madonne nere. Man mano che il Cristianesimo si affermò, le grandiose statue di bronzo e di marmo delle divinità pagane vennero distrutte. Sopravvissero immagini domestiche più piccole oppure offerte votiva, nascoste nella terra, nelle fenditure delle rocce o dentro alberi cavi, specialmente nei luoghi di campagna più sperduti. Alcune andarono perdute, altre, forse, continuarono ad essere visitate come alberi e pietre mitologiche, molto tempo dopo che la loro vera natura era stata dimenticata.
Le Vergini nere del cristianesimo vengono talora identificate con Iside, la Grande Madre, Cibele e Demetra. Si pensi infatti all'epiteto greco di Melaina (Μέλαινα), che talora si accompagna alle divinità femminili.